# مویرا آبرنتی
مویرا آبرنتی (انگلیسی: Moira Abernethy؛ زادهٔ ۲۹ مهٔ ۱۹۳۹) شناگر اهل آفریقای جنوبی بود.